# Luis Paulino Siles
Luis Paulino Siles (1941. december 13.)  Costa Rica-i nemzetközi labdarúgó-játékvezető. mérnök, egyetemi tanár.

## Pályafutása

### Nemzeti játékvezetés
A küldési gyakorlat szerint rendszeres partbírói tevékenységet is végzett. Az I. Liga játékvezetőjeként 1985-ben vonult vissza.

### Nemzetközi játékvezetés
A Costa Rica-i labdarúgó-szövetség Játékvezető Bizottsága (JB) terjesztette fel nemzetközi játékvezetőnek, a Nemzetközi Labdarúgó-szövetség (FIFA) 1970-től tartotta nyilván bírói keretében. A FIFA JB központi nyelvei közül a spanyolt, az angolt és a franciát beszéli. Több nemzetek közötti válogatott és klubmérkőzést vezetett., vagy működő társának partbíróként segített. A costa ricai nemzetközi játékvezetők rangsorában, a világbajnokság sorrendjében többedmagával a 2. helyet foglalja el 2 találkozó szolgálatával. Az aktív nemzetközi játékvezetéstől 1985-ben búcsúzott.

#### Labdarúgó-világbajnokság
A világbajnoki döntőkhöz vezető úton Nyugat-Németországba a X., az 1974-es labdarúgó-világbajnokságra, Argentínába a XI., az 1978-as labdarúgó-világbajnokságra, Spanyolországba a XII., az 1982-es labdarúgó-világbajnokságra, valamint Mexikóba a XIII., az 1986-os labdarúgó-világbajnokságra a FIFA JB játékvezetőként alkalmazta. Selejtező mérkőzéseket a CONCACAF zónában vezetett. Az első Costa Rica-i játékvezető, aki világbajnokságon mérkőzést vezethetett. A FIFA JB elvárása szerint, ha nem vezetett, akkor partbíróként tevékenykedett. Egy csoportmérkőzésen egyes számú besorolást kapott, játékvezetői sérülés esetén továbbvezethette volna a találkozót. Világbajnokságon vezetett mérkőzéseinek száma:  2 + 1 (partbíró).

##### 1974-es labdarúgó-világbajnokság

###### Selejtező mérkőzés
| Időpont           | Helyszín                             | Mérkőzés típusa              | Mérkőzés                | Eredmény |
| ----------------- | ------------------------------------ | ---------------------------- | ----------------------- | -------- |
| 1973. december 8. | Sylvio Cator Stadion, Port-au-Prince | előselejtező (döntő csoport) | Mexikó–Holland Antillák | 8 – 0    |

##### 1978-as labdarúgó-világbajnokság

###### Selejtező mérkőzés
| Időpont           | Helyszín                    | Mérkőzés típusa              | Mérkőzés        | Eredmény |
| ----------------- | --------------------------- | ---------------------------- | --------------- | -------- |
| 1977. október 12. | Estadio Azteca, Mexikóváros | előselejtező (döntő csoport) | Kanada–Suriname | 2 – 1    |

##### 1982-es labdarúgó-világbajnokság

###### Selejtező mérkőzés
| Időpont            | Helyszín                                    | Mérkőzés típusa                       | Mérkőzés          | Eredmény | Nézők száma |
| ------------------ | ------------------------------------------- | ------------------------------------- | ----------------- | -------- | ----------- |
| 1980. október 18.  | Városi Stadion, Toronto                     | előselejtező (Észak-amerikai csoport) | Kanada–Mexikó     | 1 – 1    |             |
| 1981. november 8.  | Tiburcio Carías Andino Stadion, Tegucigalpa | előselejtező (döntő csoport)          | Honduras–Kuba     | 2 – 0    | 33 876      |
| 1981. november 19. | Tiburcio Carías Andino Stadion, Tegucigalpa | előselejtező (döntő csoport)          | Honduras–Salvador | 0 – 0    |             |

###### Világbajnoki mérkőzés
| Időpont          | Helyszín                               | Mérkőzés típusa              | Mérkőzés              | Eredmény | Nézők száma |
| ---------------- | -------------------------------------- | ---------------------------- | --------------------- | -------- | ----------- |
| 1982. június 18. | Manuel Ruiz de Lopera Stadion, Sevilla | csoportmérkőzés (6. csoport) | Brazília–Skócia       | 4 – 1    | 47 379      |
| 1982. június 28. | Camp Nou, Barcelona                    | középdöntő (A. csoport)      | Lengyelország–Belgium | 3 – 0    | 65 000      |

##### 1986-os labdarúgó-világbajnokság

###### Selejtező mérkőzés
| Időpont        | Helyszín                         | Mérkőzés típusa           | Mérkőzés         | Eredmény |
| -------------- | -------------------------------- | ------------------------- | ---------------- | -------- |
| 1985. május 5. | Központi Stadion, Guatemalaváros | előselejtező (2. csoport) | Guatemala–Kanada | 1 – 1    |

#### Olimpiai játékok
Az 1980. évi és az 1984. évi nyári olimpiai játékok labdarúgó tornájának végső szakaszán a FIFA JB bíróként foglalkoztatta.

##### 1980. évi nyári olimpiai játékok
| Időpont          | Helyszín                 | Mérkőzés típusa              | Mérkőzés         | Eredmény | Nézők száma |
| ---------------- | ------------------------ | ---------------------------- | ---------------- | -------- | ----------- |
| 1980. július 24. | Kirov Stadion, Leningrád | csoportmérkőzés (A. csoport) | Venezuela–Zambia | 2 – 1    | 80 000      |

##### 1984. évi nyári olimpiai játékok
| Időpont            | Helyszín                                      | Mérkőzés típusa              | Mérkőzés        | Eredmény | Nézők száma |
| ------------------ | --------------------------------------------- | ---------------------------- | --------------- | -------- | ----------- |
| 1984. július 31.   | Navy-Marine Corps Memorial Stadion, Annapolis | csoportmérkőzés (A. csoport) | Chile–Katar     | 1 – 0    | 14 508      |
| 1984. augusztus 6. | Stanford Stadion, Palo Alto                   | egyik negyeddöntő            | Brazília–Kanada | 1 – 1    | 36 150      |

#### Nemzetközi kupamérkőzések
Vezetett kupadöntők száma: 1.

##### Interkontinentális kupa
| Időpont            | Helyszín                        | Mérkőzés típusa | Mérkőzés                  | Eredmény | Nézők száma |
| ------------------ | ------------------------------- | --------------- | ------------------------- | -------- | ----------- |
| 1982. december 12. | Nemzeti Olimpiai Stadion, Tokió | döntő           | CA Peñarol–Aston Villa FC | 2 – 0    | 63 000      |

## Sportvezetőként
Az aktív játékvezetői pályafutását befejezve a Costa Ricai Labdarúgó-szövetség elnöke és a Játékvezető Bizottság tagja.

## Szakmai sikerek
1982-ben a FIFA JB egy szoborral köszönte meg a világbajnokságon nyújtott szakmai munkáját.